# Srečko Colja
Srečko Colja (partizansko ime Javornik), slovenski politični delavec, * 24. september 1909, Volčji Grad, † 5. avgust 2003, Trst.
V Nabrežini je 1923 končal klesarsko šolo. Leta 1931 je postal član Komunistične partije Italije. Fašistična oblast ga je 1934 v Rimu obsodila na 6 let zapora, 1937 je bil pomiloščen ter 1941 v Trstu ponovno obsojen na 16 let zapora. Ko so ga 1944 izpustili, se je pridružil narodnoosvobodilni borbi in postal med drugim sekretar Komunistične partije Slovenije in Osvobodilne fronte za srednjeprimorsko okrožje. Od 1952-1985 je bil občinski svetovalec v Občini Devin - Nabrežina. Leta 1957 se je naselil v Sesljanu, kjer je imel kamnoseško delavnico, samostojen obrtnik pa je bil od 1954. Njegovo partizansko ime je bilo Javornik, v protifašistični borbi (TIGR) med obema vojnama pa Cesar.